# Antonie Biering
Antonie Elisabeth Biering (* 2. Juni 1920 in Kopenhagen; † 21. Mai 1986 ebenda) war eine dänische Schauspielerin.

## Leben
Antonie Biering war das einzige Kind des Taxifahrers Ole Biering (1888–1949) und seiner Frau Ingeborg Magna Olsen (1892–1967). Sie wuchs in Kopenhagen auf.
Nach ihrem Schulabschluss besuchte Biering von 1938 bis 1942 die Staatliche Theaterschule in Kopenhagen, wo sie ihre Schauspielausbildung absolviert hatte. Ihr Bühnendebüt hatte sie im Jahr 1942 am Folketeatret. Danach wirkte sie in zahlreichen Theaterstücken, Varieté-Shows und Kabarett-Programmen mit. Sie stand auch am Odense Teater, am Svendborg-Sommertheater, am Nygade-Theater, am Nørrebro-Theater, am Aarhus Teater und am Königlichen Theater Kopenhagen auf der Theaterbühne. Biering wirkte als Schauspielerin vor der Kamera in vier Filmen mit.
Antonie Biering war insgesamt dreimal verheiratet. In erster Ehe war sie von 1940 bis 1947 mit dem Schauspieler Helge Dahl verheiratet. Aus der Ehe stammt ihre Tochter Lisbeth Dahl. In zweiter Ehe war sie von 1947 bis 1954 mit dem Schauspieler Poul Thomsen verheiratet. Die Ehe blieb kinderlos. Sie starb am 21. Mai 1986 im Alter von 65 Jahren in Kopenhagen. Sie wurde auf dem Bispebjerg-Kirkegard beigesetzt.

## Filmografie
- 1966: Kleine Sünder – große Sünder (Min Søsters born)
- 1974: Pigen og drømmelsbottet
- 1975: Piger i trojen
- 1978: Faengslende Feriedage